# James Marcus
Brian T. James, mais conhecido como James Marcus, (Romford, 23 de junho de 1942 – Lambeth, 9 de agosto de 2024) foi um ator britânico.

## Carreira
Ele foi mais conhecido por sua atuação como Georgie, um dos droogs do polêmico filme de Stanley Kubrick, A Clockwork Orange (1971). Antes de se tornar aprendiz de impressor, ele passou a maior parte de sua adolescência fazendo shows. Depois de estudar cursos de atuação na 15 Drama School de Londres, teve diversos papéis em peças baseadas nas obras de Shakespeare. Sua primeira aparição na TV foi no programa da BBC Hello, Good Evening and Welcome (1968). Ele também conseguiu um papel na comédia de guerra de 1969, The Virgin Soldiers.
Em 1970, Kubrick entrou em contato com o jovem ator para um teste para seu próximo projeto, uma adaptação do romance A Clockwork Orange, de Anthony Burgess. Além de suas cenas de luta, Kubrick também ficou impressionado com o comportamento sombrio de James, o que lhe rendeu o papel. Durante as filmagens, Kubrick descreveu James como "muito profissional".
Suas outras aparições na TV incluem UFO, Softly, Softly: Taskforce, The Sweeney, Doctor Who, Z-Cars e The Professionals. Ele também apareceu no filme Robin Askwith Let's Get Laid (1977), com John Clive, outro ator de Laranja Mecânica. Ele também estrelou The Naked Civil Servant (1975) com John Hurt, e McVicar (1980) com Roger Daltrey.
Um de seus outros papéis memoráveis é o do oficial de estação Sidney Tate no piloto e na série 1-3 do popular drama de combate a incêndios da LWT, London's Burning. Ele também dirigiu o filme niilista Tank Malling (1989), que contou com Ray Winstone.
Ele esteve envolvido na indústria de TV/cinema, dedicando seu tempo à atuação (seu papel recente foi em The Bill), produção e roteiro.

## Lista de créditos

### Televisão
| Ano       | Título                                | Papel                   | Outras notas |
| --------- | ------------------------------------- | ----------------------- | ------------ |
| 1969      | The Doctors                           | Carteiro                | 1 episódio   |
| 1970      | The Borderers                         | Feirante                | 1 episódio   |
| 1970      | Manhunt                               | Privado                 | 1 episódio   |
| 1970      | Special Branch                        | Higgs da América Latina | 1 episódio   |
| 1971      | OVNI                                  | Agente da SHADO         | 1 episódio   |
| 1971      | Softly Softly: Task Force             | Jeff                    | 1 episódio   |
| 1974      | Doctor at Sea                         | Eddie                   | 1 episódio   |
| 1974      | The Chinese Puzzle                    | Johnson                 | 6 episódios  |
| 1974      | Doctor Who: Invasion of the Dinosaurs | Camponês                | 1 episódio   |
| 1975      | The Sweeney                           | Miles                   | 1 episódio   |
| 1978      | Doctor Who: Underworld                | Rask                    | 3 episódios  |
| 1980-1989 | Minder                                | Bertie/Phil/Morrie      | 3 episódios  |
| 1981      | The Chinese Detective                 | Charlie                 | 2 episódios  |
| 1986      | C.A.T.S Eyes                          | 2º Observador           | 1 episódio   |
| 1986      | Casualty                              | Conta                   | 1 episódio   |
| 1986-90   | London's Burning                      | Sidney Tate             | 22 episódios |
| 1991      | Dodgem                                | Tucker                  | 3 episódios  |
| 1992-95   | Woof!                                 | Sargento Caldwell       | 5 episódios  |
| 1993      | You Bet!                              | Ele mesmo/Sidney Tate   |              |
| 1995      | Heartbeat                             | Clive Loxton            | 1 episódio   |
| 2001      | Eastenders                            | Sid                     | 1 episódio   |

### Filmes
| Ano  | Título                  | Papel             | Outras notas |
| ---- | ----------------------- | ----------------- | ------------ |
| 1969 | The Virgin Soldiers     |                   | Sem créditos |
| 1971 | A Clockwork Orange      | Georgie           |              |
| 1975 | The Naked Civil Servant | Clerkenwell Tough |              |
| 1976 | Escape from the Dark    |                   |              |
| 1978 | Let's Get Laid          | Rusper            |              |
| 1980 | McVicar                 | Det Sgt Sewell    |              |
| 1980 | Never Never Land        | P.C. Stubbs       |              |